# Antòmids

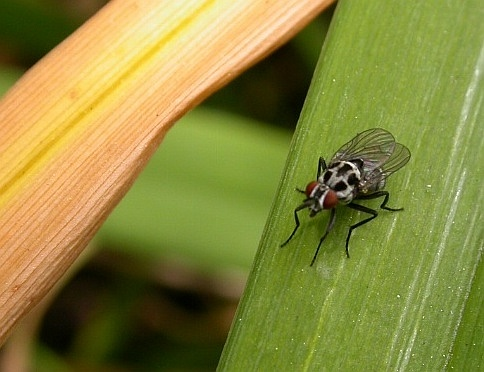
Anthomyia pluvialis.

Els antòmids (Anthomyiidae) són una família dípters braquícers de l'infraordre dels esquizòfors,
molt gran i diversa, amb unes 2.000 espècies. Se semblen força a la mosca domèstica. Alguns dels seus membres s'anomenen mosques de les flors. Les larves es troben a les tiges que es desprenen i les rels de les plantes on s'alimenten de matèria vegetal en descomposició. Hi ha espècies paràsites, comensals i inquilines.
Entre les espècies hi ha la mosca de la ceba (Delia antiqua), la mosca del bulb del blat (Delia coarctata), la mosca de la rel del nap (Delia floralis) i la mosca de la rel de la col (Delia radicum). També la mosca de la llavor de la mongeta (Delia platura) la larva de la qual danya les llavors en germinació destruint arreletes, cotilèdons i tiges de la plàntula de mongetera, fava, dacsa, ceba, etc.

## Classificació
- Família Anthomyiidae
  - Gènere Amygdalops Lamb, 1914
  - Subfamília Anthomyiinae
    - Tribu Anthomyiini
      - Gènere Anthomyia Meigen, 1803
      - Gènere Botanophila Lioy, 1864
      - Gènere Chiastocheta Pokorny, 1889
      - Gènere Fucellia Robineau-Desvoidy, 1842
      - Gènere Hylemya Robineau-Desvoidy, 1830
      - Genus Hylemyza Schnabl & Dziedzicki, 1911

    - Tribu Chirosiini
      - Gènere Chirosia Róndani, 1856
      - Gènere Egle Robineau-Desvoidy, 1830
      - Gènere Lasiomma Stein, 1916
      - Gènere Strobilomyia Michelsen, 1988

    - Tribu Hydrophoriini
      - Gènere Acridomyia Stackelberg, 1929
      - Gènere Adia Robineau-Desvoidy, 1830
      - Gènere Boreophorbia Michelsen, 1987
      - Gènere Coenosopsia Malloch, 1924
      - Gènere Delia Robineau-Desvoidy, 1830
      - Gènere Eustalomyia Kowarz, 1873
      - Gènere Heterostylodes Hennig, 1967
      - Gènere Hydrophoria Robineau-Desvoidy, 1830
      - Gènere Leucophora Robineau-Desvoidy, 1830
      - Gènere Paregle Schnabl, 1911
      - Gènere Phorbia Robineau-Desvoidy, 1830
      - Gènere Subhylemyia Ringdahl, 1933
      - Gènere Zaphne Robineau-Desvoidy, 1830

  - Subfamília Pegomyinae
    - Tribu Pegomyini
      - Gènere Alliopsis Schnabl & Dziedzicki, 1911
      - Gènere Emmesomyia Malloch, 1917
      - Gènere Eutrichota Kowarz, 1893
      - Gènere Paradelia Ringdahl, 1933
      - Gènere Parapegomyia Griffiths, 1984
      - Gènere Pegomya Robineau-Desvoidy, 1830

    - TribuMyopinini
      - Gènere Pegoplata Schnabl & Dziedzicki, 1911
      - Gènere Calythea Schnabl in Schnabl & Dziedzicki, 1911
      - Gènere Myopina Robineau-Desvoidy, 1830

## Llistes d'espècies
- Palaearctic
- Nearctic Arxivat 2011-06-08 a Wayback Machine.
- Australasian/Oceanian
- Japan Arxivat 2019-05-27 a Wayback Machine.